# 伊莉莎白王太后之死和葬禮
2002年3月30日15時15分（GMT），英王喬治六世遺孀、英女王伊莉莎白二世之母伊莉莎白王太后（婚前稱為伊莉莎白·鮑斯-萊昂女勳爵）於皇家小屋逝世，享年101歲，並隨即觸發了名為泰橋行動的一系列針對王太后去世的預案。
世界各國的政府和國際組織均向英女王、英國王室，以及英國與大英國協的人民表達哀悼；公眾也在多處王室居所外留下花束以悼念伊莉莎白王太后。國葬於2002年4月9日在西敏寺舉行，共有約一千萬名觀眾觀看電視直播，耗費約五百四十萬英鎊。

## 背景
伊莉莎白王太后自2001年的聖誕節後便患上了感冒。王太后的最後一次公眾露面是在2001年11月22日，她在當日參與了皇家方舟號航空母艦重新投入使用的儀式，其後便在其居住的桑德令罕宮臥床不起。王太后在臥床休養期間缺席了包括12月12日格洛斯特公爵夫人愛麗斯王妃的百歲壽辰、翌年1月23日舉行的婦女協會周年午宴，以及桑德令罕宮傳統的教堂禮拜儀式在內的多個原定出席的活動。
伊莉莎白王太后其後仍決定要出席小女兒瑪格麗特公主的喪禮。王太后在2月13日於桑德令罕宮的起居室滑倒，並因此引起長女伊莉莎白二世和其他王室成員的關注，但仍在翌日按照預定行程乘搭直升機前往溫莎。她在2月15日乘坐一輛窗戶被塗黑的車（曾被瑪格麗特公主生前使用）前往聖喬治禮拜堂參與喪禮，以此避免媒體拍到她坐在輪椅上的照片。
王太后在喪禮後轉至溫莎的皇家小屋居住。她在3月5日出席了伊頓小獵犬隊的年度草坪派對，並觀看了切爾滕納姆賽馬場的賽事直播。她的健康狀況在生前的最後幾周迅速惡化，並最終於2002年3月30日在女兒伊莉莎白二世陪同下在睡夢中安詳離世，享年101歲。

## 反應

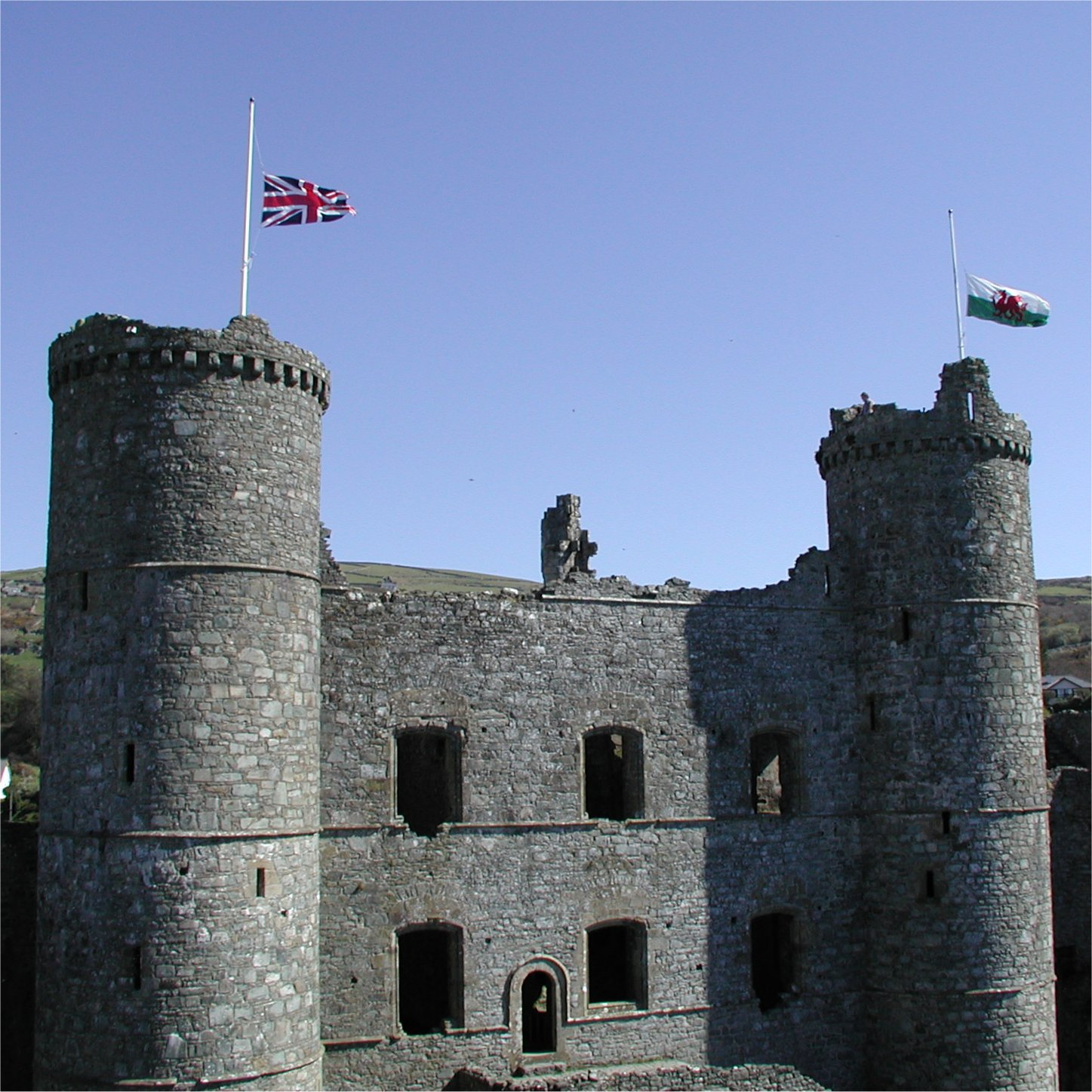
2002年4月8日，哈萊克城堡的英國國旗和威爾斯國旗下半旗致哀

### 王室成員
分別在瑞士和巴貝多度假的威爾斯親王查爾斯王子和約克公爵安德魯王子在得知王太后的死訊後迅速結束假期趕回英國。王太后的遺體在去世後暫時停靈在皇家小屋附近的諸聖皇家禮拜堂，女王和王室成員一同在其去世後的第二天在此參與了晚禱。
安德魯王子其後攜同他的兩個女兒碧翠絲郡主和尤金妮郡主與在西敏寺外排隊瞻仰王太后靈柩的民眾見面，並在一場訪問中描述他的外祖母為一個「非常非常特別的人」。威廉王子和哈里王子則在另一場訪問中向對他們「具啓發性」的曾外祖母致敬；女王和查爾斯王子也分別在不同的電視直播上對王太后表示致敬。女王和愛丁堡公爵菲利普親王在4月4日與溫莎堡外的民眾短暫見面，並觀看民眾在門外獻上的花束。

### 各國政要和王室
時任英國首相的東尼·布萊爾、時任上議院領袖莫斯庭的加雷思·威廉姆斯男爵、全體上議院與下議院議員、構成國的三位事務大臣，以及在生的歷任英國首相等英國政治人物均分別在特別會議和不同的場合中向伊莉莎白王太后致敬。坎特伯雷大主教則在上議院發表了聲明，讚揚王太后「在服務與責任方面的非凡榜樣」。蘇格蘭議會在向王太后致敬的特別會議前為其默哀一分鐘。
時任加拿大總督伍冰枝在王太后葬禮舉行的4月9日宣佈將當日訂定為全國哀悼日，並呼籲加拿大人民在當日一同紀念和哀悼伊莉莎白王太后；她在當日也出席了在渥太華基督教會座堂舉行的跨教派悼念儀式。時任澳洲總督彼得·霍林沃思則參與了在悉尼聖安德烈座堂舉行的悼念儀式並宣讀經文。
在同樣以英國君主為國家元首的大英國協王國，時任加拿大和澳洲首相的讓·克雷蒂安和約翰·霍華德等政要均向英國王室致以慰問。加拿大下議院則提出並通過了一份弔唁動議。美國總統喬治·沃克·布希、俄羅斯總統弗拉迪米爾·普丁、法國總統雅克·希拉克、南非總統塔博·姆貝基和愛爾蘭總統瑪麗·麥卡利斯等多個國家的政要，以及西班牙國王胡安·卡洛斯一世、瑞典國王卡爾十六世·古斯塔夫、約旦國王阿卜杜拉二世及尼泊爾國王賈南德拉等外國王室均致慰問電。

### 公眾
英國廣播公司主播彼得·西森斯負責宣讀了白金漢宮發佈的正式訃告；他因佩戴酒紅色而非黑色的領帶而引起媒體爭議和質疑，認為其穿著不夠得體。這段期間在英國舉辦的體育活動在賽前都會為伊莉莎白王太后默哀一分鐘，英國王室和政府則均在葬禮籌備階段中明確表示不希望任何體育賽事被推遲或暫停。
民眾受邀在聖詹姆士宮、荷里路德宮、溫莎堡、卡迪夫市政廳、貝爾法斯特市政廳，以及王太后生前曾居住的桑德令罕宮等地簽署由王室設立的弔唁冊，另外在王室設置的網上悼念網站中也有約三萬則留言。不少民眾也在白金漢宮和其他王室居所的門外留下鮮花和信件。
英國各地的天教堂舉行了哀悼和祈禱儀式，其中包括了由坎特伯雷大主教喬治·凱里在坎特伯雷座堂舉行的復活節禮拜、威斯敏斯特主教座堂總主教科爾馬克·墨菲-奧康納主持的復活節守夜禮，以及聖保羅座堂舉行的特別紀念禮拜。桑德令罕聖瑪利亞瑪達肋納教堂、克拉西教堂、約克座堂和曼徹斯特座堂等均舉辦了類似的紀念禮拜。駐守於阿富汗的英國與美國軍隊在巴格拉姆機場舉行復活節禮拜時也為王太后默哀了兩分鐘。
在公共建築物上懸掛的英國國旗下半旗致哀，加拿大的政府建築則自正式宣佈王太后死訊起至葬禮當日的黃昏下半旗，鄰國愛爾蘭也同樣採用類似安排以悼念伊莉莎白王太后。王太后擔任榮譽市民的俄羅斯城市伏爾加格勒亦自其去世至喪禮當日下半旗。

## 葬禮

### 瞻仰儀式
伊莉莎白王太后的遺體在去世後被移送至倫敦聖詹姆士宮，靈柩其後在1600名軍隊的護送下轉移至西敏宮內的西敏廳，並自4月5日起開放予公眾瞻仰。共有約二十萬名民眾參與了長達三天的瞻仰儀式；沿著泰晤士河和蘭貝斯橋排隊前往西敏廳弔唁的隊伍長達超過一英里，開放時間最終因而比原定時間延長。
時任威爾斯親王的外孫查爾斯王子、約克公爵安德魯王子、威塞克斯伯爵愛德華王子和林利子爵大衛·阿姆斯壯-瓊斯在4月8日為其守夜約20分鐘。查爾斯王子在儀式結束後也再次前往西敏廳瞻仰王太后靈柩。威爾斯衛隊和英王近衛隊等軍隊也為王太后的靈柩守夜。

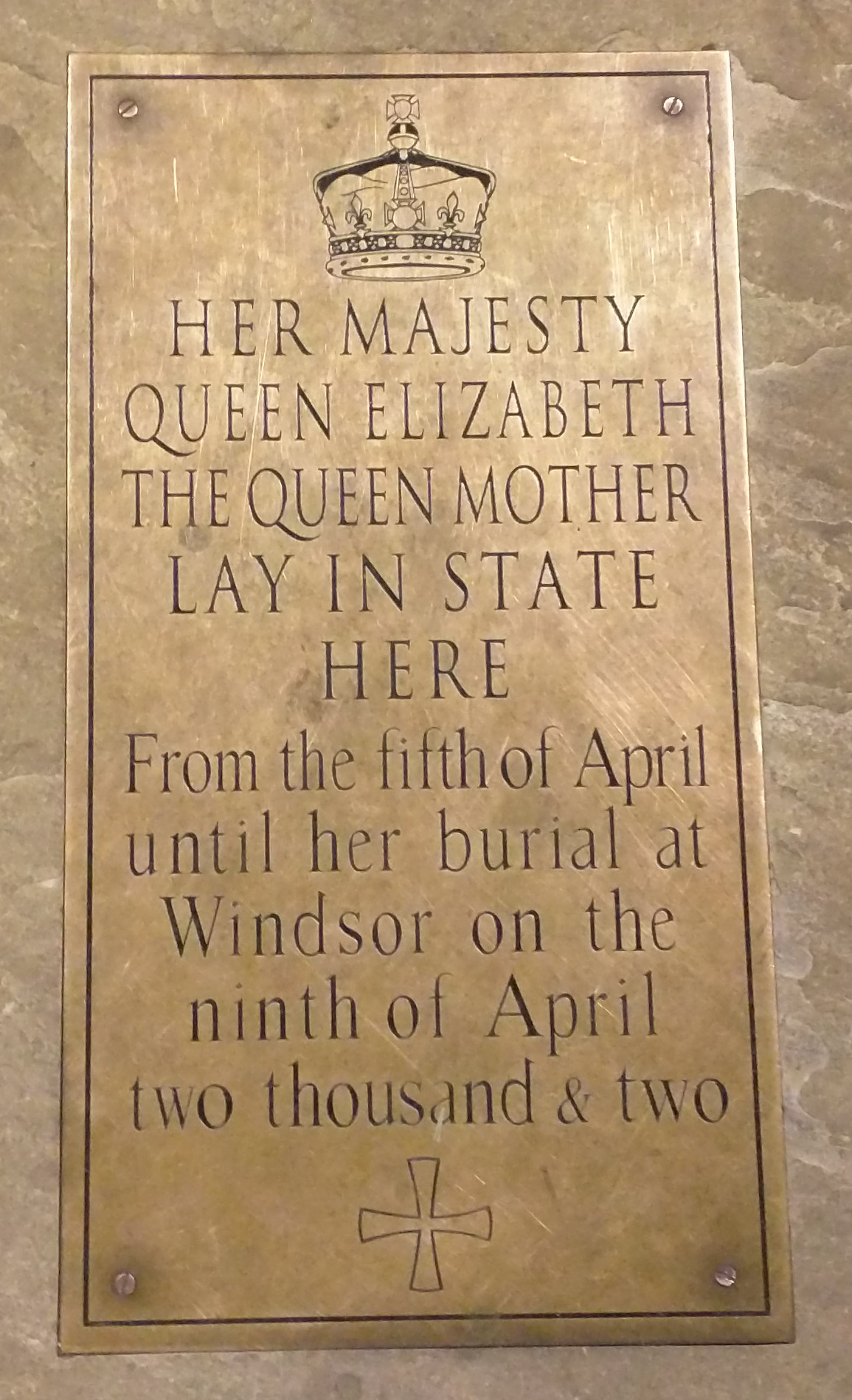
西敏廳內紀念伊莉莎白王太后的靈柩瞻仰儀式的碑文

### 國葬
女王伊莉莎白二世選擇了一句作者不明的詩句「你可以為她的離開而流淚」作為喪禮程序表的前言。該詩句在葬禮後迅速變得流行，並其後被發現是基於來自卡萊爾的畫家和詩人大衛·哈金斯在約二十年前所寫的一首散文詩。之前曾為愛德華王子的婚禮、王太后百歲壽辰和瑪格麗特公主的喪禮寫詩的英國詩人安德魯·莫森也為王太后撰寫了一首輓歌。
伊莉莎白王太后的國葬於2002年4月9日早上9點48分在倫敦舉行。儀式開始前，西敏寺的低音鐘共敲響101下，與王太后的年齡相呼應。王太后靈柩於11點18分從西敏宮出發前往約300米外的西敏寺，並被放置在皇家騎馬炮兵國王部隊牽引的炮架。靈柩上放置了王太后加冕時所用過的伊莉莎白王后冠和採摘自王太后花園的山茶花花環，此外也放有女王寫的一張字卡。鼓手和由192名分別來自13個英國及大英國協王國軍隊的軍人組成的風笛隊隨行。
送葬隊伍共有約1700名軍方人員，其中包括了第1女王龍騎兵衛隊、女王皇家輕騎兵團、第9與第12皇家槍騎兵團、英王步兵團、皇家盎格魯軍團、輕步兵團第1營、黑衛士兵團、皇家陸軍軍醫隊、皇家義勇騎兵團和第68信號中隊；擲彈兵衛隊則擔任儀仗隊。除此之外，由伊莉莎白王太后擔任榮譽上校的三個加拿大軍事單位（加拿大黑衛士兵團、加拿大皇家醫療服務和多倫多蘇格蘭兵團）均有派遣代表參與送葬。
愛丁堡公爵菲利普親王、威爾斯親王查爾斯王子、約克公爵安德魯王子、安妮長公主、威塞克斯伯爵愛德華王子、威廉王子、哈里王子、林利子爵大衛·阿姆斯特朗-瓊斯、彼得·菲利浦斯、丹尼爾·查托、格洛斯特公爵理查王子、肯特公爵愛德華王子、肯特的邁克爾王子和提摩西·勞倫斯等王室成員則緊隨在靈柩之後，並由鮑斯-萊昂家族和王太后的高級工作人員陪同。大批民眾在沿途經過的街道兩側觀看送葬儀式。
在葬禮舉行期間，白金漢宮上懸掛的英國國旗和克拉倫斯宮（王太后自英王喬治六世於1952年去世後在倫敦的官方寓所）上懸掛的伊莉莎白王太后皇家旗幟均全程下半旗。王太后的皇家旗幟在葬禮結束後最後一次被降下。
西敏寺在9點45分開門讓約2200名受邀的賓客入內等候，大部分賓客在約10點30分左右已落席就座。在大約5分鐘後，包括各國元首在內的貴賓開始通過西大門抵達西敏寺。擔任護衛隊的愛爾蘭衛隊在10點40分抵達西敏寺，並在北門外列陣。將參加送葬儀式的王室成員於10點50分左右分別從白金漢宮和聖詹姆士宮陸續抵達西敏寺。
王室成員在11點05分由專車接送至西大門，由西敏寺院長韋斯利·卡爾和參事等人在門外迎接。在兩分鐘後，包括坎特伯雷大主教喬治·凱里在內的宗教人員步入西敏寺內。女王伊莉莎白二世在11點12分乘坐勞斯萊斯座車從白金漢宮出發，並於四分鐘後與隨扈抵達西大門外。女王和薩拉·查托女勳爵、丹尼爾·查托、扎拉·菲利浦斯、提摩西·勞倫斯、林利子爵夫人塞雷納·阿姆斯壯-瓊斯、碧翠絲郡主和尤金妮郡主其後從中央走道步入西敏寺內。國葬儀式在進行全國範圍的兩分鐘默哀後於11點30分開始，時長約50分鐘。
葬禮由西敏寺唱詩班負責唱詩儀式，並由管風琴手安德魯·里德和唱詩班班長詹姆斯·奧唐奈負責指揮。禮拜開始前奏響了約翰·塞巴斯蒂安·巴哈作曲的《G小調幻想曲與賦格》、《G大調幻想曲》、《C小調帕薩卡利亞舞曲與賦格》和《親愛的耶穌，我們在這裡》。唱詩班其後在開始時唱響了由威廉·克羅夫特和亨利·普賽爾為女王瑪麗二世的葬禮作曲的《喪禮經句》。約克大主教大衛·霍普負責讀出《傳道書》第12篇第1至7節，西敏總主教科爾馬克·墨菲-奧康納則宣讀《啟示錄》第7篇第9至17節經文。隨後由坎特伯雷大主教喬治·凱里現場進行佈道，並由英國自由教會主席安東尼·伯納姆宣讀《天路歷程》中的選段。唱詩班以威廉·麥基譜曲的旋律唱出《詩篇》第121篇，其後唱出讚美詩《永生神就是靈》和《求神領我》，以及聖頌《你的居所多麼美麗》和《真理之光是神聖的》。葬禮在臨近結束時奏響了《最後崗位》，並由嘉德首席紋章官彼得·格溫-瓊斯讀出王太后的頭銜，其後再奏響起床號和國歌《天佑女王》。在賓客離場時，現場響起同樣由約翰·塞巴斯蒂安·巴哈作曲的《降E大調前奏曲與賦格》，並以較低沉的鐘聲敲響了法比安·斯特德曼譜寫的曲調。
中午12點25分，王太后的靈柩從西敏寺中被抬到西大門外的國事靈車上。女王伉儷和其他王室成員一同在西敏寺外見證了靈柩出發前往溫莎堡，並於12點40分從西敏寺乘車出發返回白金漢宮。隊伍隨後會沿途經過大聖所路、國會廣場西側、白廳、騎兵衛隊總部、林蔭大道、維多利亞紀念堂南側和西側、憲法山、威靈頓拱門、海德公園角、伊莉莎白王后門、南馬車道、女王門、大西路和達切特，並最終到達目的地溫莎堡。

## 安葬

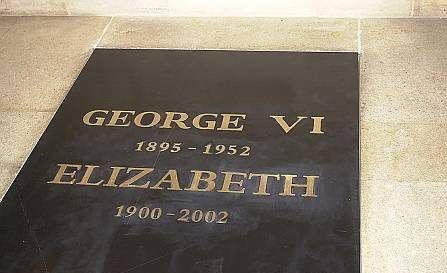
喬治六世紀念禮拜堂原本刻有英王喬治六世和伊莉莎白王后的碑文，其在2022年9月英女王伊莉莎白二世和丈夫菲利普入葬時被更換

伊莉莎白王太后的靈柩上的花環在葬禮結束後被取下並放在無名戰士墓上，以致敬王太后在1923年舉行婚禮時把捧花獻予無名戰士墓的行為。王太后的遺體在只有王室高級成員出席的私人儀式中被安葬在喬治六世紀念禮拜堂的墓室中，並與早在50年前去世的丈夫英王喬治六世一同長眠地下；於同年2月9日逝世的女兒瑪格麗特公主的骨灰也同時被放置在墓室內。民眾在喪禮結束後也可以進入喬治六世紀念禮拜堂參觀王太后的墓碑。
2012年3月30日，溫莎堡的聖喬治禮拜堂舉行了瑪格麗特公主和伊莉莎白王太后逝世十周年的追悼禮拜，女王和其他王室成員均出席參與。

## 出席者
伊莉莎白王太后的葬禮共有逾2200名賓客受邀出席，其中包括了英國和世界各國的王室成員及政要。

### 直系親屬（英國王室）
- 英女王伊莉莎白二世和愛丁堡公爵菲利普親王（王太后的女兒和女婿）
  - 威爾斯親王查爾斯王子（王太后的外孫）
    - 威爾斯的威廉王子（王太后的外曾孫）
    - 威爾斯的哈里王子（王太后的外曾孫）

  - 安妮長公主和提摩西·勞倫斯上校（王太后的孫女和孫女婿）
    - 彼得·菲利浦斯（王太后的外曾孫）
    - 扎拉·菲利浦斯（王太后的外曾孫女）

  - 約克公爵安德魯王子和公爵夫人莎拉（王太后的外孫和外孫媳）
    - 約克的碧翠絲郡主（王太后的外曾孫女）
    - 約克的尤金妮郡主（王太后的外曾孫女）

  - 威塞克斯伯爵愛德華王子和伯爵夫人蘇菲（王太后的外孫和外孫媳）
- 斯諾登伯爵夫人瑪格麗特公主的後裔：
  - 林利子爵大衛·阿姆斯特朗-瓊斯和子爵夫人塞雷娜（王太后的外孫和外孫媳）
  - 薩拉·查托女勳爵和丹尼爾·查托（英语：Daniel Chatto）（王太后的外孫女和外孫女婿）

- 其他英王喬治五世的後裔：

- 格洛斯特公爵理查德王子和公爵夫人比吉特（王太后的侄子和侄媳）
  - 阿爾斯特伯爵亞歷山大·溫莎（王太后的侄孫）
  - 達維娜·劉易斯女勳爵（王太后的侄孫女）
  - 露絲·劉易斯女勳爵（王太后的侄孫女）
- 肯特公爵愛德華王子和公爵夫人凱瑟琳（王太后的侄子和侄媳）
  - 聖安德魯斯伯爵喬治·溫莎和伯爵夫人西爾瓦娜（英语：Sylvana Tomaselli）（王太后的侄孫和侄孫媳）
  - 海倫·泰勒女勳爵（英语：Lady Helen Taylor）和提摩西·泰勒（王太后的侄孫女和侄孫女婿）
  - 尼可拉斯·溫莎勳爵（英语：Lord Nicholas Windsor）（王太后的侄孫）
- 奧格威爵士夫人雅麗珊郡主（王太后的侄女）
  - 瑪麗娜·莫瓦特（王太后的侄外孫女）
- 肯特的邁克爾王子和王妃（王太后的侄子和侄媳）
  - 弗雷德里克·溫莎勳爵（王太后的侄孫）
  - 加布里埃拉·溫莎女勳爵（王太后的侄孫女）

### 鮑斯-萊昂家族
- 斯特拉斯莫爾和金霍恩伯爵邁克爾·鮑斯-萊昂（英语：Michael Bowes-Lyon, 18th Earl of Strathmore and Kinghorne）和伯爵夫人伊索貝爾（王太后的侄孫和侄孫媳）
  - 格拉米斯勳爵西蒙·鮑斯-萊昂（王太后的曾侄孫[76]）
- 阿爾比馬爾·鮑斯-萊昂（王太后的侄孫[77]）
- 西蒙·鮑斯-萊昂（英语：Simon Bowes-Lyon）（王太后的侄孫[77]）
- 瑪格麗特·羅茲（英语：Margaret Rhodes）（王太后的外甥孫女和侍寢官（英语：Woman of the Bedchamber））

### 外國王室

#### 在位外國王室
- 比利時國王阿爾貝二世
  - 布拉邦公爵菲利普王子
- 汶萊蘇丹哈山納·包奇亞
- 丹麥女王瑪格麗特二世和王夫亨里克親王
- 約旦穆娜·侯賽因王妃（代表約旦國王阿卜杜拉二世）
- 列支敦斯登親王漢斯·亞當二世
- 盧森堡大公讓和大公夫人約瑟芬
- 摩納哥王儲阿爾貝二世（代表摩納哥親王蘭尼埃三世）
- 荷蘭女王碧翠絲
- 挪威國王哈拉爾五世和王后宋雅
- 西班牙國王胡安·卡洛斯一世和王后索菲亞
- 瑞典國王卡爾十六世·古斯塔夫和王后希爾維亞

#### 已被廢黜的外國王室
- 羅馬尼亞國王米哈伊一世和王后安娜
- 希臘國王康斯坦丁二世和王后安妮-瑪麗
- 南斯拉夫王儲亞歷山大和王儲妃凱瑟琳（英语：Katherine, Crown Princess of Serbia）
- 塞恩-維特根斯坦-貝勒堡王儲古斯塔夫（英语：Gustav, 7th Prince of Sayn-Wittgenstein-Berleburg）
- 漢諾威親王恩斯特·奧古斯特和王妃卡洛琳
- 奧斯塔公爵阿梅迪奧·茨沃尼米爾

### 英國政要
- 首相東尼·布萊爾和妻子雪麗·布萊爾
  - 前首相（1990—1997）約翰·梅傑和妻子莊樂敏女爵士
  - 前首相（1979—1990）和丈夫丹尼斯·柴契爾爵士
  - 前首相（1976—1979）卡地夫的詹姆士·卡拉漢男爵
  - 前首相（1970—1974）愛德華·希思爵士
- 副首相約翰·普雷斯科特和妻子寶琳·普雷斯科特
- 國王陛下最忠誠的反對派領袖伊恩·鄧肯·史密斯和妻子貝特西·鄧肯·史密斯
- 交通大臣史蒂芬·拜爾斯（英语：Stephen Byers）
- 環境食品與鄉村事務大臣瑪格麗特·貝克特
- 北愛爾蘭首席部長戴維·特林布爾和妻子達芙妮·特林布爾（英语：Daphne Trimble）
- 上議院議員、前財政大臣和內政大臣黑爾海德的羅伊·詹金斯男爵
- 上議院議員、前下議院領袖福斯利的諾曼·聖約翰-斯蒂瓦斯男爵（英语：Norman St John-Stevas）

### 外國政要
- 澳洲總理約翰·霍華德
- 加拿大總理讓·克雷蒂安
- 法國第一夫人貝爾納黛特·希拉克（英语：Bernadette Chirac）[78]
- 愛爾蘭總統瑪麗·麥卡利斯
- 紐西蘭總理海倫·克拉克
- 美國第一夫人蘿拉·威爾士·布希
- 美國駐英國大使威廉·斯坦普斯·法里什三世（英语：William Stamps Farish III）
- 美國前駐英國大使安妮·阿姆斯特朗（英语：Anne L. Armstrong）
- 聯合國秘書長科菲·安南
- 北大西洋公約組織秘書長艾倫港的喬治·羅伯遜男爵（英语：George Robertson, Baron Robertson of Port Ellen）（同時也是英國上議院議員）

### 其他賓客
- 卡蜜拉·帕克·鮑爾斯（威爾斯親王查爾斯王子的女友）
- 克勞福德和巴爾卡雷斯伯爵羅伯特·林賽（英语：Robert Lindsay, 29th Earl of Crawford）（王太后的宮務大臣）
- 阿拉斯泰爾·艾爾德（英语：Alastair Aird）（王太后的私人秘書）
- 威廉·塔倫（英语：William Tallon）（王太后的宮內總管[79]）

## 外部連結
- 英國皇室官方訃告 （页面存档备份，存于）
- BBC新聞的全程報道 （页面存档备份，存于）
- . The Guardian (倫敦). 2002-04-09  [2013-07-12].